# Lodewijk van der Haeghe
Lodewijk van der Haeghe of Van der Haghen (1630-1713) was gedurende korte tijd burgemeester van Brugge.

## Levensloop
Gedurende eeuwen waren heel wat leden van de familie van der Haeghe actief in het Noorderkwartier van het Brugse Vrije. Rond 1400 was er een Olivier Van der Haghen schepen van het Brugse Vrije, in 1440 was er een Jan Van der Haghen baljuw van Aardenburg, in 1469 een Gillis Van der Haghen schepen van het Vrije, in 1580 een Lucas Van der Haghen pensionaris van het Vrije en in 1589 een Jacob Van der Haghen schepen van de stad en heerlijkheid van Middelburg (Oost-Vlaanderen). Verschillende opeenvolgende Van der Haeghes waren intendant van de heerlijkheid en stad Middelburg.
De in het huis de Lombard wonende intendant van Middelburg Louis de Bersacques was in 1620 overleden. Hij werd door Louis Van der Haghen opgevolgd, die tegen die tijd actief was in Brugge en schepen van het Brugse Vrije en burgemeester voor het Noorderkwartier werd.
Door zijn huwelijk met Anna Van Peenen deed Louis zijn intrede in een van de belangrijke Brugse families. Ze hadden één dochter, Barbara (1620-1669) die huwde met Corneille de le Flye de la Gaugerie (1621-1678), bij herhaling schepen en eenmaal burgemeester van de raadsleden in Brugge. Hun dochter Madelaine de le Flye (1661-1725) huwde met Louis Rapaert (1656-1714). Door zijn tweede huwelijk met Isabelle Van Steelant, ook behorend tot een belangrijke Brugse familie, werd Louis Van der Haghen heer van Markegem. Samen hadden ze acht kinderen.
In 1633 werd aan Louis Van der Haghen de riddertitel verleend en in 1642 kocht hij de heerlijkheid Lembeke, die bij die gelegenheid een grotere zelfstandigheid ten overstaan van Eeklo verwierf. Rond 1645 werd hij Raadsheer in de Raad van Domeinen en Financiën in Brussel.
Toen Louis Van der Haghen stierf waren er nog maar twee van zijn kinderen uit het tweede huwelijk meerderjarig. De oudste, Lodewijk Van der Haghen (1630-1713), werd opvolger in de feodale rechten van zijn vader en ook van zijn oom, ridder Pieter Van der Haghen. Hij werd ook schepen en burgemeester van het Brugse Vrije en volgde zijn vader op als intendant van Middelburg.
In 1706 werd hij nogal onverwacht tot burgemeester van schepenen van Brugge benoemd, ongetwijfeld als een geparachuteerde namens de centrale overheid. Maar hij verkreeg, op grond van ziekte, na enkele weken van deze opdracht te worden ontslagen, en werd opgevolgd door Jan Frans Nans.

## Bron
- Stadsarchief Brugge, Register van de Wetsvernieuwingen.